# ولاية نهر النيل

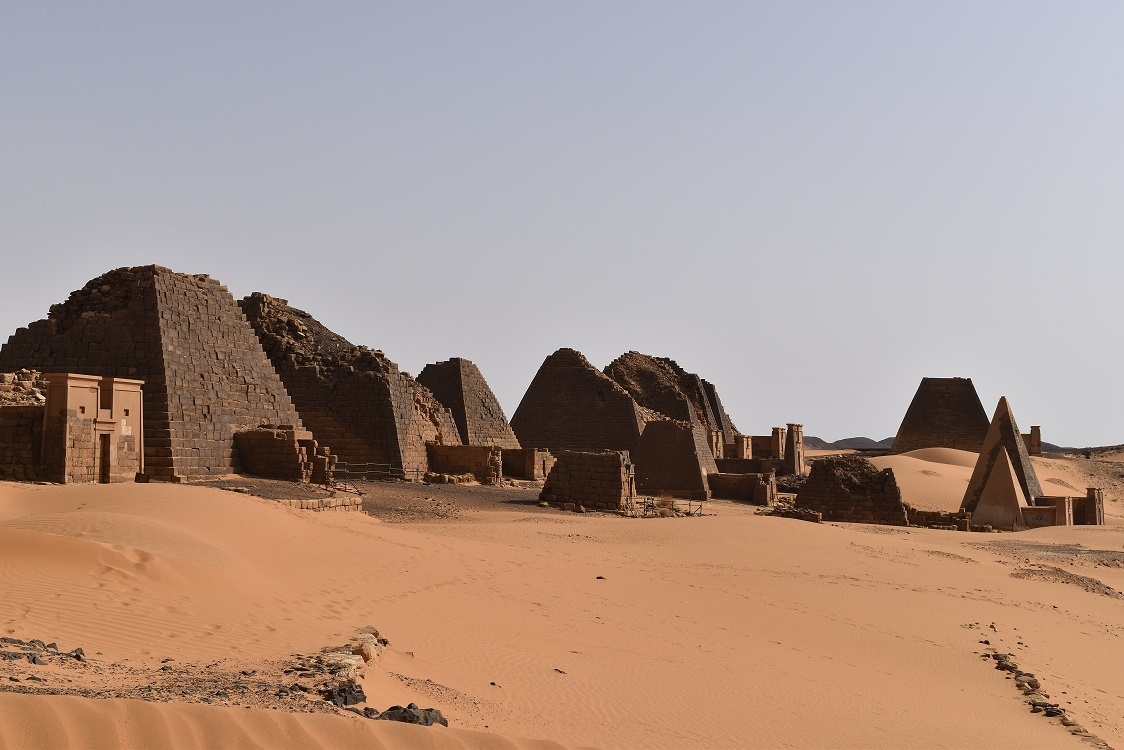
الاهرامات في مدينة نهر النيل

ولاية نهر النيل هي إحدى ولايات شمال السودان

## الموقع
وتقع إلى الشمال من ولاية الخرطوم التي تعتبر عاصمة جمهورية السودان. تقع ولاية نهر النيل بين خطي عرض 16- 22 شمالاً وخط طول 30- 32 	شرق وتبلغ مساحتها 124 ألف كلم مربع ما يعادل 29.5 مليون فدان.

## المناخ
شبه صحراوي وتتراوح الأمطار من 150 ملم جنوباً إلى 25 ملم شمالاً في العام وتتراوح درجات الحرارة من 47 درجة في الصيف كحد أعلى إلى 8 درجات كحد أدنى في الشتاء.

## السكان
يبلغ عدد سكانها حوالي 1,212,000 نسمة
تعتمد ولاية نهر النيل في اقتصادها على الزراعة التقليدية والحديثة وأهم المنتجات الزراعية بها الفول المصري الذي يزرع ببربر وهي المدينة الثالثة بالولاية بعد عطبرة والدامر عاصمة الولاية، ومن منتجاتها الزراعية أيضا الخضر والفاكهة وتعتبر الولاية الأولى بالسودان في إنتاج المحاصيل البستانية والأعلاف.
ويوجد بها أكثر من 30 مشروع زراعي منها : مشاريع الأمن الغذائي (عطبرة، الدامر، بربر) مشروع الزيداب الزراعي ( مساحته 10 آلاف فدان وهو أول مشروع زراعي بالسودان، أنشأه الإنجليز منذ العام 1905م)، ومشاريع كلي، الكتياب، العالياب، قندتو وحوض ود حامد وغيرها.
وتشتهر ولاية نهر النيل صناعة الإسمنت وهي صناعة مزدهرة بالولاية وبها كثير من المعادن غير المستغلة كالمايكا فالولاية غنية جداً بهذا المعدن الهام كما توجد بها بعض المعادن الأخرى مثل الذهب الذي يستخرجه الأهالي بطرق بدائية.
ولاية نهر النيل كانت مهد للحضارات المروية القديمة ذائعة الصيت وهي توجد بمنطقة البجراوية شمال مدينة شندي كما توجد بها منطقة النقعة والمصورات التي يوجد بها معبدي الشمس والأسد وهي مهد مملكة النساء الشهيرة حيث قصر النساء.

## حاضرة الولاية

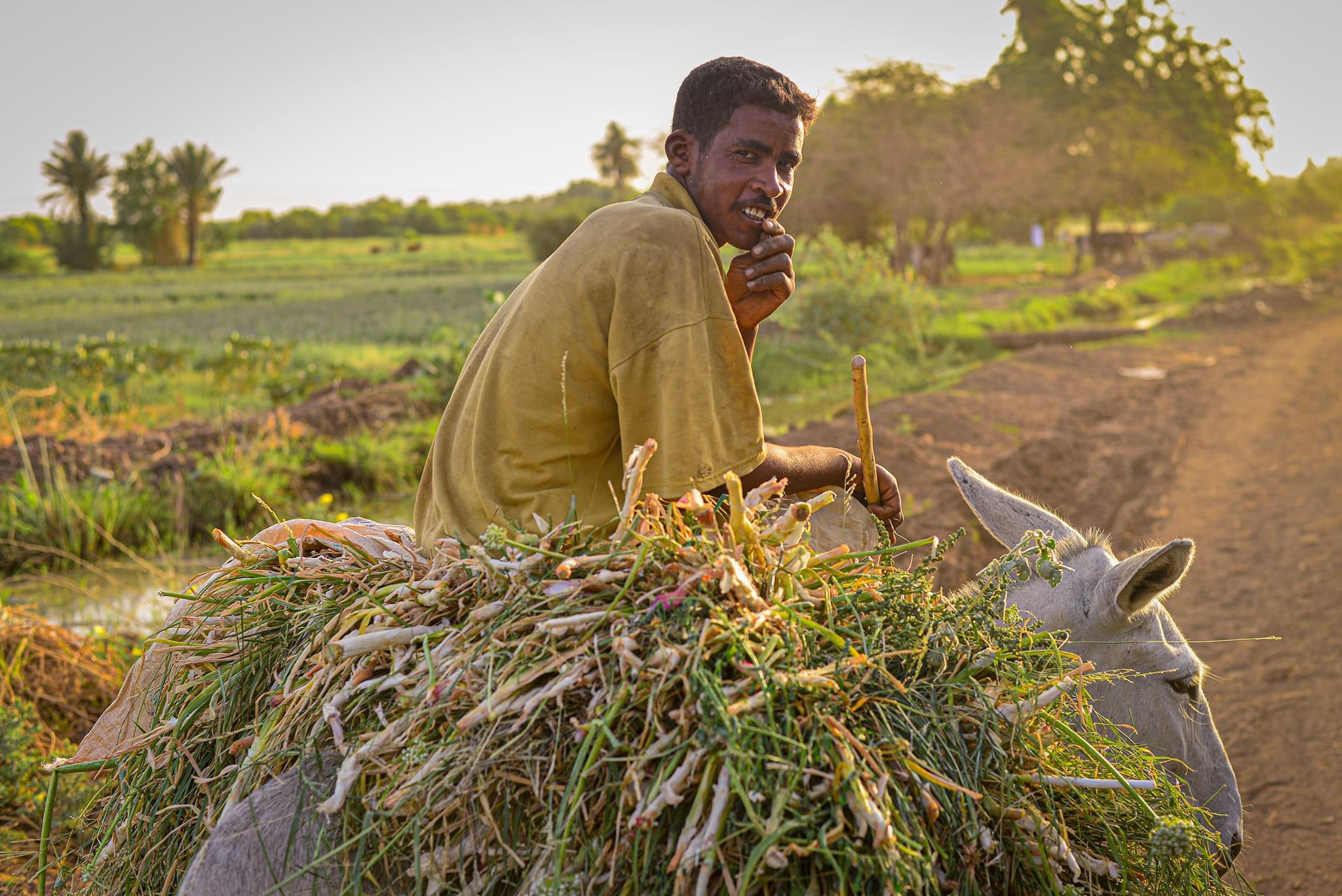
رجل علي ظهر حمار في طريقه محمل بالاعشاب من المزرعه

تعتبر ولاية نهر النيل والتي عاصمتها مدينة الدامر وعاصمة المديرية الشمالية سابقاً، وبعد تقسيمها منذ العام 1994 إلى ولايتين (الشمالية ونهر النيل) أصبحت الدامر عاصمة ولاية نهر النيل والتي تحدها ولاية الخرطوم من الجنوب، وولايتي كسلا والبحر الأحمر في الشرق والولاية الشمالية في الغرب وجمهورية مصر العربية من الشمال. وتقع بين نهر النيل ونهر عطبرة. وتمتاز بتاريخها العريق، وشهرتها الدينية. وبها مكتب الوالي والأمانة العامة للحكومة، والمجلس التشريعي، ومعظم الوزارات، والدوائر الحكومية.

## التقسيم الإداري
وتتكون من 7 محليات هي: 

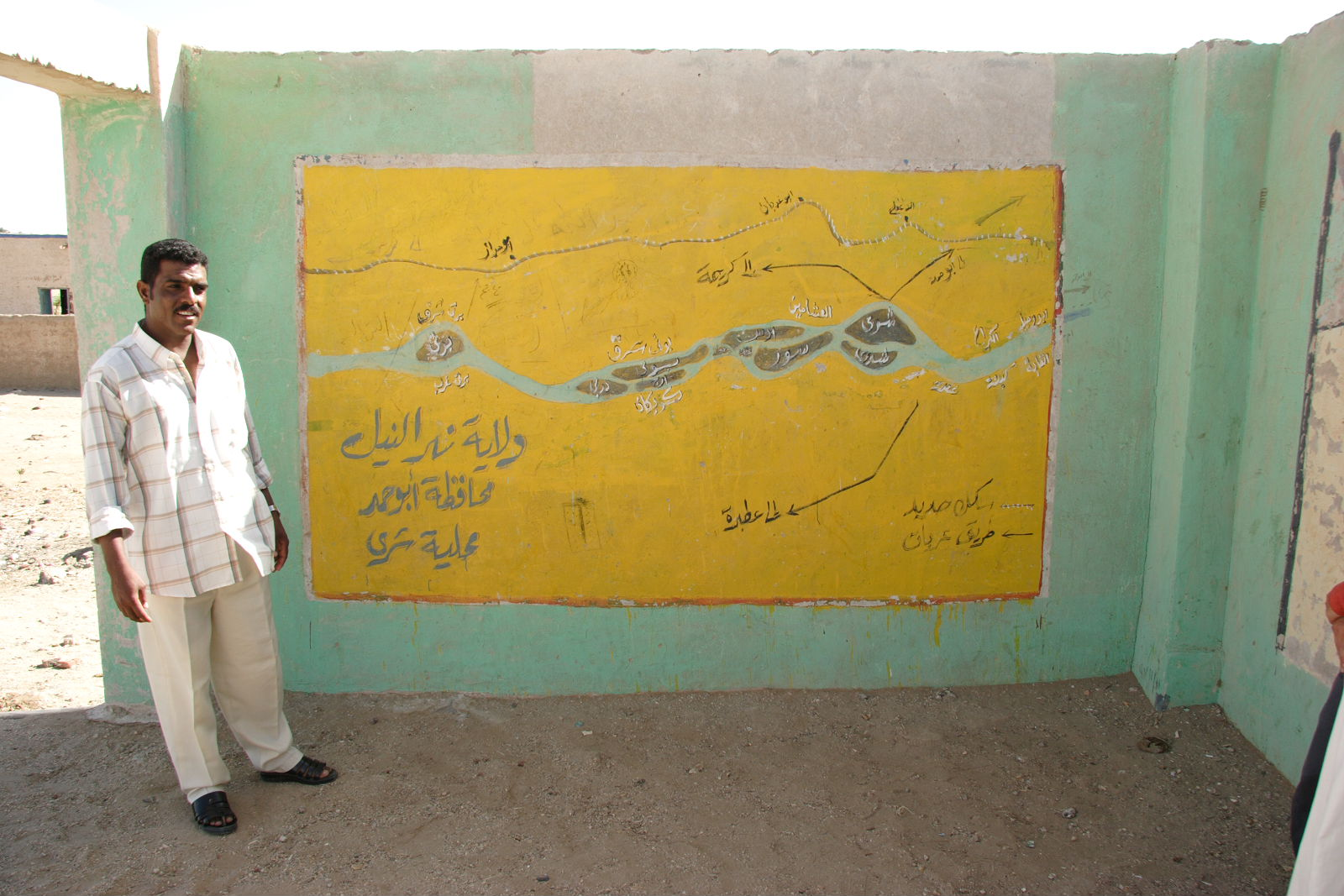

• محلية الدامر ( المساحة 32 ألف كلم مربع، عدد السكان 284 ألف نسمة) 

• محلية عطبرة ( 3.8 ألف كلم مربع، 131 ألف نسمة) 

• محلية شندي ( 268 ألف نسمة) 

• محلية بربر ( 160 ألف نسمة) 

• محلية المتمة ( 12 ألف كلم مربع، 151 ألف نسمة) 

• محلية أبوحمد 110 ألف كلم مربع، 80 ألف نسمة) 

• محلية البحيرة (8 آلاف نسمه)

## النقل والمواصلات

### السكة حديد
موقع الولاية المميز جعل خطوط السكك الحديدية تخرج منها جميع الاتجاهات إلى العاصمة الخرطوم وميناء بورتسودان ومدينة وادي حلفا في أقصى شمال الجمهورية مع الحدود المصرية . ورئاسة السكة الحديد الكائنة بعطبرة تعطي اقتصاد الولاية ميزات عظيمة حيث تسهل إجراءات الشحن ومتابعة المشحون من البضائع والمعدات هذا الوضع يجعل الولاية مركزاً للتصنيع والتخزين وإعادة التعبئة حيث نقل المواد من وإلى جميع ولايات السودان .
تطرح هيئة سكك حديد السودان خطة خمسية طموحة (2007 ـ 2011) تهدف لرفع طاقة النقل لأقصى مدى (إلى 4.5 مليون طن من البضائع سنوياً ) إضافة لتشييد خط جديد موازي لخط الخرطوم بورتسودان على أحدث المواصفات ( بزيادة السرعة 100 كلم / ساعة وتخفيض كلفة النقل بما لا يقل عن 30% ) .
لا شك أن التطورات الإيجابية في السكة حديد سينعكس مردودها في المقام الأول على ولاية نهر النيل.

### الطرق والكباري
خلال الخمس سنوات الأخيرة شهدت الولاية تشييد مجموعة من الطرق المسفلتة أهمها :ـ
1. طريق الخرطوم / عطبرة / هيا / بورتسودان
2. طريق عطبرة / بربر / العبيدية / أبوحمد
3. طريق عطبرة / مروي / دنقلا / وداي حلفا
4. طريق النيل الغربي أم درمان / الحقنة / المتمة / أم الطيور (العمل جاري)
5. هذا بالإضافة للطرق الترابية الأخرى المهمة الرابطة مع الولايات الأخرى.

عانت الولاية في السابق من عدم وجود كباري تربط شرقها مع غربها على جانبي نهر النيل، وشمالها بجنوبها على جانبي نهر عطبرة. لكن بحمد الله تم تنفيذ مجموعة من الكباري في إطار الطرق القومية العابرة للولاية .
وأهم مدن الولاية مدينة عطبرة والتي تعتبر من أكبر وأهم المدن السودانية وتسمى بعاصمة الحديد والنار نسبة لرئاسة السكك الحديدة والورش المركزية لصيانة القاطرات والتي تعتبر ملتقى طرق من بورسودان وحلفا ومروي وتعتبر مدخل للولاية من الناحية الشمالية وبها العديد من المؤسسات الرسمية للدولة من وزارات وكليات وجامعات وهئية الإذاعة والتلفزيون.

مدينة الدامر ثاني أكبر مدن الولاية وهي العاصمة وبها رئاسة الحكومة الولائية. كما يوجد بها أكبر سوق للإبل في السودان بحيث تعتبر من أقدم الأسواق في السودان لقربها من مناطق البطانة وشرق السودان أهم مواطن الإبل في السودان.

ومدينة شندي والتي تعتبر من أقدم المدن في السودان ولها ميزة تاريخية حيث كانت عاصمة لقبيلة الجعليين ورمز لفخرهم. وتعتبر من المدن الزراعية. وهي المدينة التي قُتل فيها إسماعيل باشا ابن محمد علي حاكم مصر في ذلك الوقت وكانت بعدها أشهر حرب انتقامية في تاريخ السودان التي قادها الدفتر دار ضد السودانيين والجعليين خاصة حينما قام بقتل وحرق كل القرى التي كانت في طريقه إلى أن وصل إلى شندي وعاث فيها فساداً وخرج منها المك نمر مك (ملك) الجعليين إلى الشرق وكانت هناك حروب إلى أن وصل إلى الحبشة وهناك استقر وأصبح حاكم على من تبعه من القبائل السودانية وأنشأ مدينة في أثيوبيا الحالية وتعرف باسم المتمة.

## أهم مدن ولاية نهر النيل
- الدامر العاصمة.
- عطبرة التي تضم ورش السكك الحديدية الناقل الوطني.
- مدينة بربر المدينة التاريخية والتي عاشت أزهى فصول عمرها في العهد التركي بالرغم من أنها من مدن العهد المروي النوبي القديم.
- مدينة شندي.
- مدينة أبو حمد.
- مدينة المتمة.
- مدينة كجي.

## وصلات خارجية
- وزارة الاستثمار والصناعة والسياحة والتعدين
- خبار بلادي.. السودان.. ولاية نهر النيل
- منطقه ادني نهر عطبرة(الاتبراوي وسيدون)